# Aluminiumschaum-Sandwich

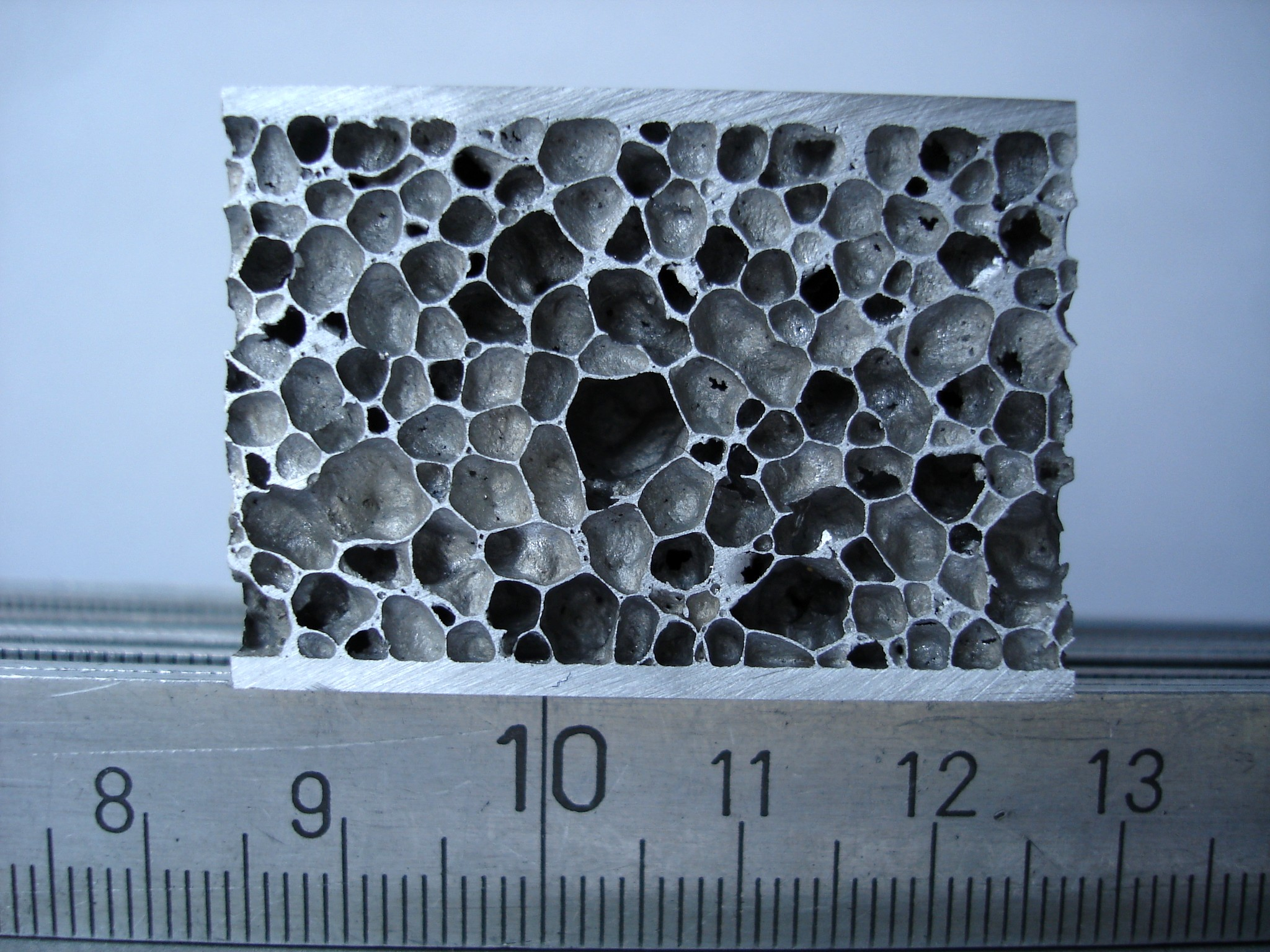
Beispiel

Aluminiumschaum-Sandwiche sind – wie Sandwichstrukturen allgemein – schichtweise aufgebaut: massive, kraftaufnehmende Decklagen werden durch einen leichten Kern auf Abstand gehalten. Hierdurch ergeben sich sehr leichte, biegesteife Bauteile bzw. Halbzeuge. Zusätzliche Merkmale von Sandwichstrukturen können eine verbesserte Energieaufnahme im Crashfall und verbesserte Schwingungsdämpfung sein. Wesentliches Merkmal der Aluminiumschaum-Sandwiche ist, dass der leichte Kern aus Aluminiumschaum gefertigt wird. Die Decklagen bestehen häufig aus Metall, insbesondere Aluminium. Es sind aber auch Strukturen mit anderen Decklagenmaterialien, zum Beispiel kohlenstofffaserverstärktem Kunststoff, möglich.

## Produktion und Materialien
Um die gewünschte hohe Biegesteifigkeit der Sandwichstruktur einzustellen, ist eine flächige, stoffliche Bindung zwischen Kern und Decklagen einzustellen. Um diese Bindung zwischen der Außenschicht und dem Aluminiumschaumkern zu erzeugen, kann man den Weg der Ex-situ-Bindung oder der In-situ-Bindung gehen.

### Ex-situ-gebundene Aluminiumschaum-Sandwichplatten
Bei der ex-situ-Bindung werden Kern und Decklagen getrennt gefertigt und mittels Kleben, Löten oder Diffusionsschweißen miteinander verbunden. Für die Kernlage können sowohl geschlossen- als auch offenporige Aluminiumschäume verwendet werden, für welche verschiedene Fertigungsverfahren zur Verfügung stehen. Vorteil der ex-situ gebundenen Aluminiumschaum-Sandwiche ist, dass für die Schaumkerne auf etablierte Verfahren und Materialien (zum Beispiel Foaminal, Alporas oder Cymat) zurückgegriffen werden kann. Außerdem ist es relativ einfach, lokale Verstärkungen in der Kernlage (zum Beispiel für spätere Verbindungsstellen) einzubringen. Nachteilig sind die häufig reduzierte thermische Beständigkeit, insbesondere bei Verwendung polymerer Klebstoffe, und die damit verbundenen Einschränkungen bei Fügeverfahren (Schweißen).

### In-situ-gebundene Aluminiumschaum-Sandwichplatten
Bei diesen Aluminiumschaum-Sandwichen bildet sich die (metallische) Verbindung zwischen Decklagen und Schaumkern in-situ während des Schäumprozesses des Kerns heraus. Für in-situ-gebundene Aluminiumschaum-Sandwiche ist der Kern in der Regel geschlossen-poriger Schaum. Dies wird mit folgenden drei Wegen erzielt:
1. Das erste Verfahren beruht in seinen Grundlagen auf dem Foaminal-Verfahren.[6] Die späteren Decklagen werden in einem definierten Abstand zueinander fixiert und aufschäumbares Aluminiumhalbzeug im Zwischenraum positioniert. Anschließend erfolgt ein Transfer in einen Ofen (vorteilhaft: Strahlungsofen) und eine möglichst rasche Erwärmung. Hierdurch schmilzt das aufschäumbare Halbzeug, das Treibmittel zersetzt sich. Das flüssige Aluminium expandiert und füllt den Zwischenraum zwischen den Decklagen. Anschließend erfolgt eine möglichst rasche Abkühlung, um Schaumkollaps und -drainage zu vermeiden. Eine Herausforderung bei diesem Verfahren ist die Einstellung einer metallischen Bindung zwischen Aluminiumschaum und Decklagen. Außerdem muss ein Auflegieren oder Aufschmelzen der Decklagen vermieden werden. Das Verfahren wird daher schwerpunktmäßig für Stahl-Deckbleche eingesetzt.[7] Neuere Untersuchungen des Fraunhofer-Instituts IWU zeigten die Möglichkeit der Einstellung einer stofflichen Verbindung zwischen Aluminiumdeckschichten und dem Aluminiumschaumkern.[8]
2. Beim sogenannten Integralschaumverfahren werden gasübersättigte bzw. treibmittelversetzte Metallschmelzen in eine Form eingespritzt. Die Formfüllung erfolgt hierbei nicht komplett. An den Kontaktbereichen zur Formwand erstarrt die Schmelze sehr schnell und es erfolgt kein Aufschäumen des Metalls, so dass das Bauteil eine dichte Außenhaut erhält. Im Inneren der Formkavität erfolgt die Erstarrung der Schmelze langsamer, so dass hier ausreichend Zeit für die Expansion und Ausbildung Porenstruktur besteht. Dieses Verfahren erzielt eine Schaumstruktur vom integralen Typ.[9] Das Integralschaum-Sandwich besteht aus Aluminiumlegierungen (AlCu4, AlSi9Cu3) und Magnesiumlegierungen (AZ91, AM60).[9][10][11] Das Material für den Kern und die Außenschicht ist gleich.
3. Das dritte Verfahren beruht ebenfalls auf der Foaminal-Technologie. Der Ansatz ist hierbei, eine metallische Bindung bereits zwischen den Deckblechen und dem aufschäumbaren Halbzeug einzustellen. Beim anschließenden Schäumen des Halbzeugs bleibt diese Bindung bestehen. Eine erste entwickelte Verfahrensvariante bestand darin, Brammen aus nicht schäumendem Aluminium (die späteren Deckbleche) und aus vorproduziertem, schäumbarem Foaminalhalbzeug (die spätere Kernlage) gemeinsam zu walzen.[12] Durch das Walzen werden die Oberflächen der einzelnen Aluminiumschichten vergrößert (es entsteht neue Oberfläche) und diese verschweißen miteinander. Das Walzen erfolgt, bis die Zieldicke der Decklagen erreicht ist. Anschließend wird das Sandwich aus Deckmaterial und aufschäumbaren Kern erwärmt, so dass die Kernlage aufschmilzt und schäumt. Wichtig ist hierbei, dass das Kernmaterial einen deutlich niedrigeren Schmelz-Temperaturbereich aufweist als die Decklagen und dass die Temperaturführung beim Schäumen sorgfältig erfolgt. Bei einer späteren, kommerzialisierten Verfahrensvariante wird kein vorproduziertes Foaminalhalbzeug verwendet, sondern eine Mischung aus Aluminium- und Treibmittelpulver in einen geschweißten Container aus Aluminium gefüllt und mittels Walzen zu aufschäumbaren Halbzeug verdichtet. Die Containerwände bilden hierbei die späteren Deckbleche des Sandwichs.[2][13] Die Zusammensetzungen des schäumbaren Materials sind üblicherweise Al-Si, Al-Si-Cu oder Al-Si-Mg Legierungen, während die Außenschichten 3xxx, 5xxx, 6xxx Aluminiumlegierungen sind.

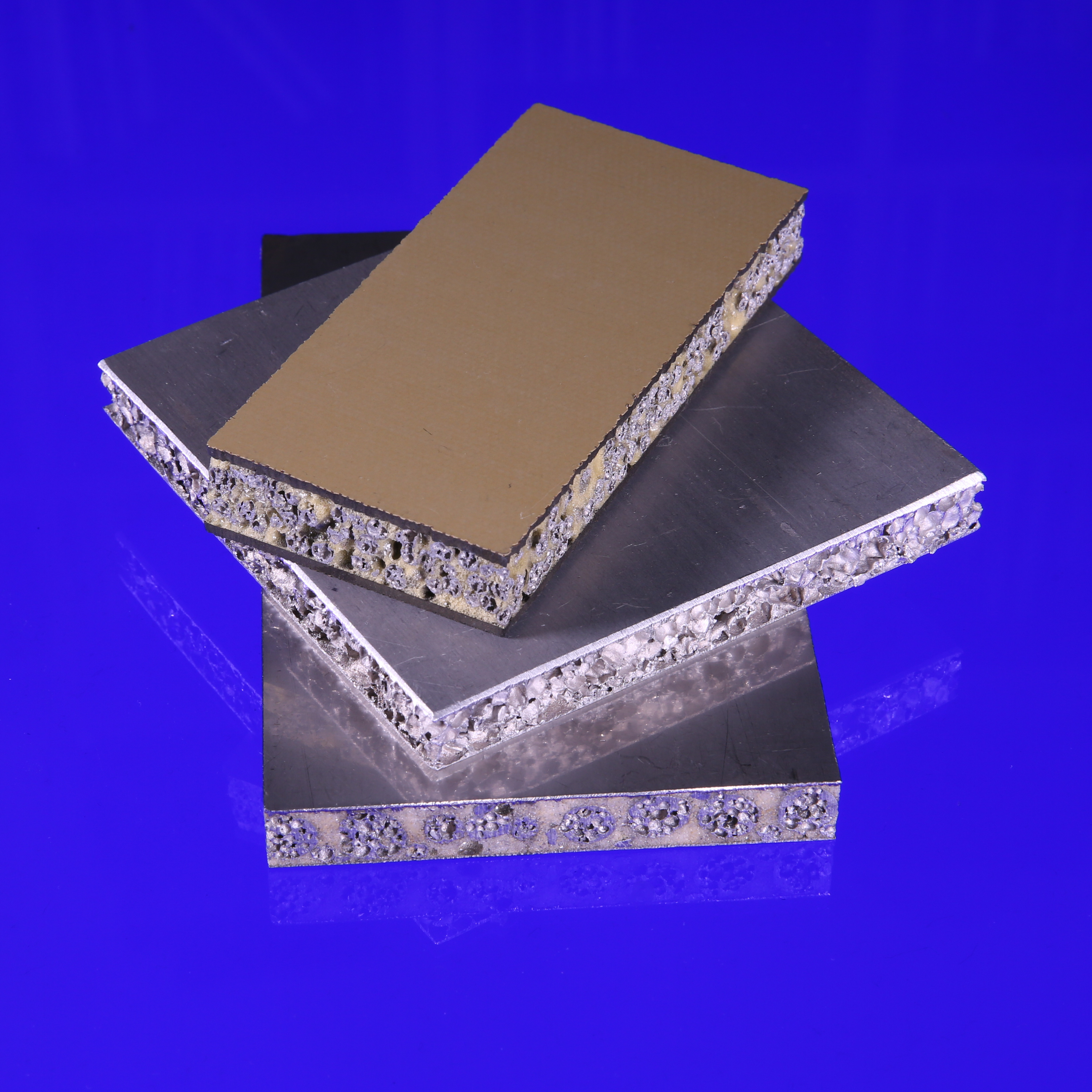
Vergleich verschiedener Sandwichstrukturen mit Aluminium- und Hybridschaumkern

## Sonderformen
Es gibt Sandwichstrukturen, deren Kerne hohe Anteile an Aluminiumschaum enthalten, aber nicht ausschließlich aus Aluminiumschaum gefertigt sind. Beispiele hierfür sind Kernlagen aus verklebtem Aluminiumschaum-Granulat bzw. Polymer-Aluminium-Hybridschäume.
Weiterhin können 3D-Druckverfahren zur Herstellung von porösen Aluminium-Kernlagen oder auch kompletten Sandwichstrukturen genutzt werden.

## Vor- und Nachverarbeitung von Aluminiumschaum-Sandwichplatten
Beim ersten Verfahren der in-situ-gebundenen Aluminiumschaum-Sandwiche müssen die Decklagen nicht eben sein, sondern können relativ frei gestaltet werden. Allerdings erhöht sich der damit verbundene Fertigungsaufwand beträchtlich. Im Falle des zweiten Verfahrens, dem Integralschaum-Gießen, wird die gewünschte Geometrie erreicht, indem man die Form gestaltet, in der dann geschäumt wird. Im Falle des dritten Verfahrens kann die dreilagige Verbundstruktur vor dem Schäumen umgeformt werden. Die Decklagen-Geometrien bleiben beim Schäumen der Kernlage unverändert. Es muss aber gesichert sein, dass sich die Decklagen bei der Expansion der Kernlage in ihrer Position zueinander verschieben können. Eine lokale Umformung der fertig geschäumten Sandwiche ist ebenfalls möglich und teilweise üblich, zum Beispiel um die Ränder der Sandwiche zu verschließen.

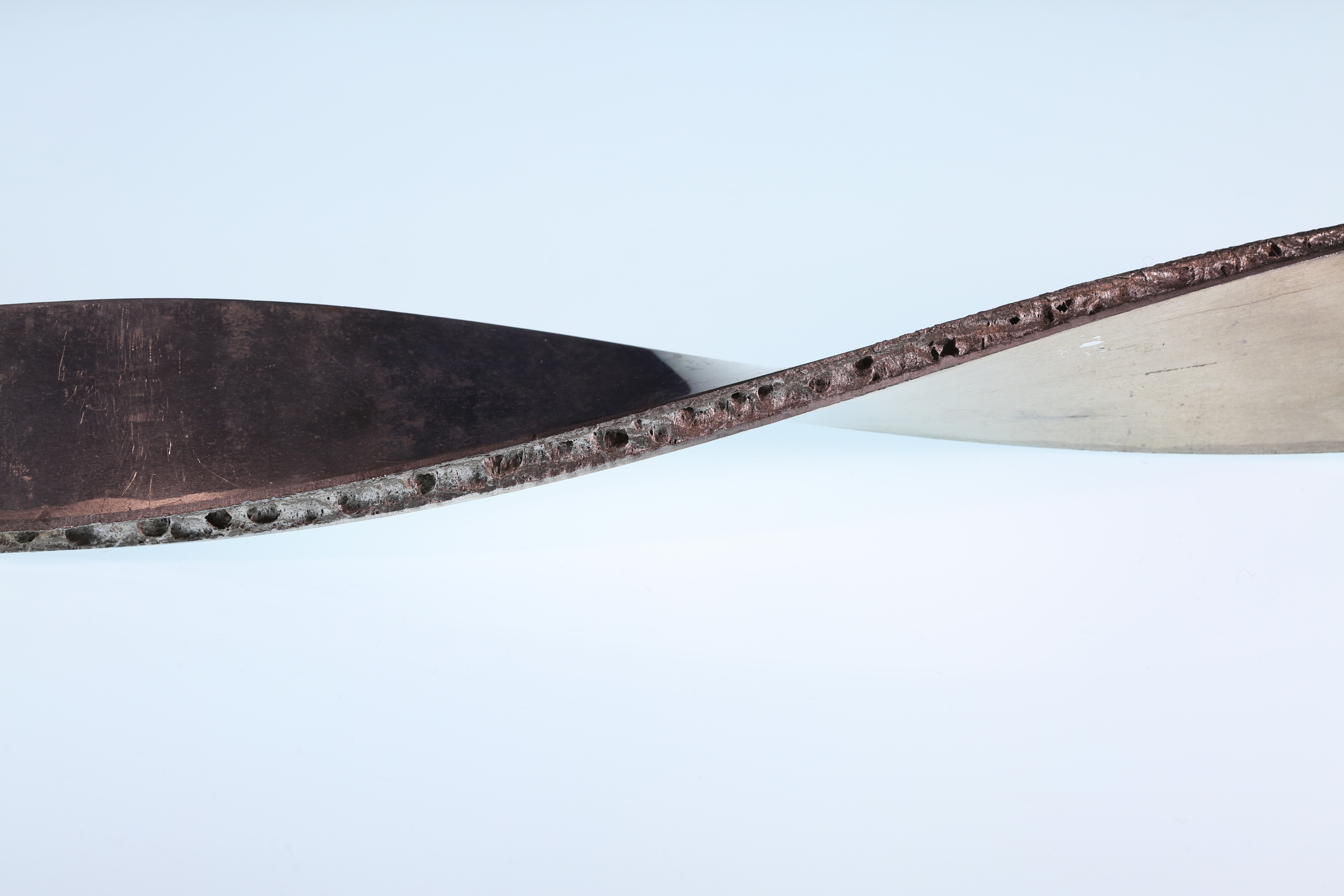
Aluminiumschaum-Sandwich, Kern nach dem Umformen geschäumt

Wenn die Sandwiche aus wärmebehandelbaren Legierungen bestehen, können Wärmebehandlungen zur Anpassung der mechanischen Eigenschaften des Sandwichs genutzt werden. Um zwei Sandwichplatten oder eine Sandwichplatte mit einem metallischen Teil zu verbinden, können verschiedene Fügetechniken eingesetzt werden, zum Beispiel: Laserschweißen, TIG-Schweißen, MIG-Schweißen, Nieten usw.

## Anwendungen
Verschiedene Anwendungsbeispiele für Aluminiumschaum-Sandwiche sind unter „Metallschäume“ dargestellt.
Aluminiumschaum-Sandwichplatten sind potentiell geeignet für den Bau von Triebkopfhauben von Hochgeschwindigkeitszügen.